# Atletism la Jocurile Olimpice de vară din 2024 - 400 m garduri (feminin)
Proba de atletism 400 m garduri feminin de la Jocurile Olimpice de vară din 2024 a avut loc în perioada 4 - 8 august 2024 pe Stade de France.

## Recorduri
Înaintea acestei competiții, recordurile mondiale și olimpice erau următoarele:
| Record  | Atlet                   | Timp  | Loc            | Data          |
| ------- | ----------------------- | ----- | -------------- | ------------- |
| Mondial | Sydney McLaughlin (USA) | 51,46 | Tokyo, Japonia | 4 august 2021 |
| Olimpic | Sydney McLaughlin (USA) | 51,46 | Tokyo, Japonia | 4 august 2021 |

## Program
Orele sunt ora Franței (UTC+1) 
| Data                    | Oră   | Etapă        |
| ----------------------- | ----- | ------------ |
| Duminică, 4 august 2024 | 12:35 | Primul tur   |
| Luni, 5 august 2024     | 10:50 | Recalificări |
| Marți, 6 august 2024    | 20:07 | Semifinale   |
| Joi, 8 august 2024      | 21:25 | Finala       |

## Rezultate

### Primul tur
S-au calificat în semifinale primele trei atlete din fiecare serie (C) și următoarele atlete cu cei mai buni 3 timpi (c).

#### Seria 1
| Loc | Culoar | Atletă                 | Țară       | Timp  | Note |
| --- | ------ | ---------------------- | ---------- | ----- | ---- |
| 1   | 7      | Rushell Clayton        | Jamaica    | 54,32 | C    |
| 2   | 3      | Fatoumata Binta Diallo | Portugalia | 54,75 | C    |
| 3   | 5      | Amalie Iuel            | Norvegia   | 54,82 | C    |
| 4   | 8      | Cathelijn Peeters      | Olanda     | 54,84 | c    |
| 5   | 9      | Naomi Van den Broeck   | Belgia     | 55,81 |      |
| 6   | 6      | Rebecca Sartori        | Italia     | 55,81 |      |
| 7   | 4      | Chayenne da Silva      | Brazilia   | 56,52 |      |
|     | 2      | Kemi Adekoya           | Bahrain    | NS    |      |

#### Seria 2
| Loc | Culoar | Atletă              | Țară                       | Timp  | Note  |
| --- | ------ | ------------------- | -------------------------- | ----- | ----- |
| 1   | 5      | Jasmine Jones       | Statele Unite ale Americii | 53,60 | C     |
| 2   | 9      | Rogail Joseph       | Africa de Sud              | 54,46 | C, PB |
| 3   | 3      | Savannah Sutherland | Canada                     | 54,80 | C     |
| 4   | 2      | Paulien Couckuyt    | Belgia                     | 54,90 | c, SB |
| 5   | 8      | Gianna Woodruff     | Panama                     | 54,94 | SB    |
| 6   | 7      | Ayomide Folorunso   | Italia                     | 55,03 |       |
| 7   | 6      | Shana Grebo         | Franța                     | 56,70 |       |
| 8   | 4      | Carolina Krafzik    | Germania                   | 58,49 |       |

#### Seria 3
| Loc | Culoar | Atletă           | Țară           | Timp  | Note |
| --- | ------ | ---------------- | -------------- | ----- | ---- |
| 1   | 4      | Femke Bol        | Olanda         | 53,38 | C    |
| 2   | 8      | Shiann Salmon    | Jamaica        | 53,95 | C    |
| 3   | 3      | Zenéy Geldenhuys | Africa de Sud  | 54,73 | C    |
| 4   | 6      | Anna Rîjîkova    | Ucraina        | 55,13 |      |
| 5   | 5      | Jessie Knight    | Marea Britanie | 55,39 |      |
| 6   | 2      | Jiadie Mo        | China          | 55,43 |      |
| 7   | 9      | Alanah Yukich    | Australia      | 55,46 |      |
| 8   | 7      | Linda Angounou   | Camerun        | 55,69 | RN   |

#### Seria 4
| Loc | Culoar | Atletă           | Țară                       | Timp  | Note  |
| --- | ------ | ---------------- | -------------------------- | ----- | ----- |
| 1   | 8      | Anna Cockrell    | Statele Unite ale Americii | 53,91 | C     |
| 2   | 7      | Lina Nielsen     | Marea Britanie             | 54,65 | C     |
| 3   | 4      | Janieve Russell  | Jamaica                    | 54,67 | C     |
| 4   | 9      | Hanne Claes      | Belgia                     | 54,80 | c, SB |
| 5   | 5      | Nikoleta Jíchová | Cehia                      | 55,45 |       |
| 6   | 3      | Grace Claxton    | Puerto Rico                | 56,29 |       |
| 7   | 2      | Viivi Lehikoinen | Finlanda                   | 56,67 |       |
| 8   | 6      | Lauren Hoffman   | Filipine                   | 57,84 |       |

#### Seria 5
| Loc | Culoar | Atletă                    | Țară                       | Timp  | Note |
| --- | ------ | ------------------------- | -------------------------- | ----- | ---- |
| 1   | 3      | Sydney McLaughlin-Levrone | Statele Unite ale Americii | 53,60 | C    |
| 2   | 4      | Noura Ennadi              | Maroc                      | 55,26 | C    |
| 3   | 5      | Louise Maraval            | Franța                     | 55,32 | C    |
| 4   | 6      | Yasmin Giger              | Elveția                    | 55,44 |      |
| 5   | 2      | Alice Muraro              | Italia                     | 55,62 |      |
| 6   | 7      | Sarah Carli               | Australia                  | 55,92 |      |
| 7   | 8      | Line Kloster              | Norvegia                   | 57,69 |      |
| 8   | 9      | Viktoria Tkaciuk          | Ucraina                    | 58,10 | SB   |

### Recalificări
S-au calificat în semifinale primele două sportive din fiecare serie (C).

#### Seria 1
| Loc | Culoar | Atletă               | Țară        | Timp  | Note  |
| --- | ------ | -------------------- | ----------- | ----- | ----- |
| 1   | 4      | Ayomide Folorunso    | Italia      | 55,07 | C     |
| 2   | 7      | Naomi Van den Broeck | Belgia      | 55,11 | C     |
| 2   | 3      | Alanah Yukich        | Australia   | 55,11 | C, PB |
| 4   | 6      | Grace Claxton        | Puerto Rico | 55,94 |       |
| 5   | 5      | Line Kloster         | Norvegia    | 56,73 |       |
| 6   | 2      | Viivi Lehikoinen     | Finlanda    | 58,04 |       |
| 7   | 8      | Viktoria Tkaciuk     | Ucraina     | 59,40 |       |

#### Seria 2
| Loc | Culoar | Atletă            | Țară           | Timp  | Note  |
| --- | ------ | ----------------- | -------------- | ----- | ----- |
| 1   | 5      | Jiadie Mo         | China          | 54,75 | C, PB |
| 2   | 3      | Jessie Knight     | Marea Britanie | 55,10 | C     |
| 3   | 2      | Gianna Woodruff   | Panama         | 55,10 |       |
| 4   | 6      | Nikoleta Jíchová  | Cehia          | 55,31 |       |
| 5   | 7      | Rebecca Sartori   | Italia         | 55,44 |       |
| 6   | 4      | Carolina Krafzik  | Germania       | 56,02 |       |
| 7   | 8      | Chayenne da Silva | Brazilia       | 56,56 |       |

#### Seria 3
| Loc | Culoar | Atletă         | Țară      | Timp  | Note   |
| --- | ------ | -------------- | --------- | ----- | ------ |
| 1   | 7      | Shana Grebo    | Franța    | 54,91 | C      |
| 2   | 8      | Anna Rîjîkova  | Ucraina   | 54,95 | C, =SB |
| 3   | 2      | Linda Angounou | Camerun   | 55,09 | RN     |
| 4   | 4      | Sarah Carli    | Australia | 55,12 |        |
| 5   | 3      | Yasmin Giger   | Elveția   | 55,18 |        |
| 6   | 6      | Alice Muraro   | Italia    | 55,48 |        |
| 7   | 5      | Lauren Hoffman | Filipine  | 58,28 |        |

### Semifinale
S-au calificat în finală primele două atlete din fiecare semifinală (C) și următoarele atlete cu cei mai buni 2 timpi (c). 

#### Semifinala 1
| Loc | Culoar | Atletă               | Țară                       | Timp    | Note |
| --- | ------ | -------------------- | -------------------------- | ------- | ---- |
| 1   | 5      | Rushell Clayton      | Jamaica                    | 53,00   | C    |
| 2   | 7      | Jasmine Jones        | Statele Unite ale Americii | 53,83   | C    |
| 3   | 8      | Zenéy Geldenhuys     | Africa de Sud              | 53,90   | PB   |
| 4   | 3      | Shana Grebo          | Franța                     | 54,84   |      |
| 5   | 4      | Amalie Iuel          | Norvegia                   | 54,88   |      |
| 6   | 2      | Naomi Van den Broeck | Belgia                     | 54,94   |      |
| 7   | 9      | Cathelijn Peeters    | Olanda                     | 55,20   |      |
| 8   | 6      | Lina Nielsen         | Marea Britanie             | 1:31,22 |      |

#### Semifinala 2
| Loc | Culoar | Atletă                    | Țară                       | Timp  | Note |
| --- | ------ | ------------------------- | -------------------------- | ----- | ---- |
| 1   | 7      | Sydney McLaughlin-Levrone | Statele Unite ale Americii | 52,13 | C    |
| 2   | 4      | Louise Maraval            | Franța                     | 53,83 | C    |
| 3   | 5      | Rogail Joseph             | Africa de Sud              | 54,12 | PB   |
| 4   | 6      | Janieve Russell           | Jamaica                    | 54,65 |      |
| 5   | 3      | Ayomide Folorunso         | Italia                     | 54,92 |      |
| 6   | 8      | Fatoumata Binta Diallo    | Portugalia                 | 54,93 |      |
| 7   | 2      | Anna Rîjîkova             | Ucraina                    | 55,65 |      |
| 8   | 9      | Hanne Claes               | Belgia                     | 55,96 |      |

#### Semifinala 3
| Loc | Culoar | Atletă              | Țară                       | Timp  | Note  |
| --- | ------ | ------------------- | -------------------------- | ----- | ----- |
| 1   | 6      | Femke Bol           | Olanda                     | 52,57 | C     |
| 2   | 7      | Anna Cockrell       | Statele Unite ale Americii | 52,90 | C     |
| 3   | 5      | Shiann Salmon       | Jamaica                    | 53,13 | c, PB |
| 4   | 4      | Savannah Sutherland | Canada                     | 53,80 | c     |
| 5   | 9      | Paulien Couckuyt    | Belgia                     | 54,64 | SB    |
| 6   | 3      | Jessie Knight       | Marea Britanie             | 54,90 |       |
| 7   | 1      | Alanah Yukich       | Australia                  | 55,49 |       |
| 8   | 8      | Noura Ennadi        | Maroc                      | 55,50 |       |
| 9   | 2      | Jiadie Mo           | China                      | 55,63 |       |

### Finala
| Loc | Culoar | Atletă                    | Țară                       | Timp  | Note |
| --- | ------ | ------------------------- | -------------------------- | ----- | ---- |
| 1   | 5      | Sydney McLaughlin-Levrone | Statele Unite ale Americii | 50,37 | RM   |
| 2   | 7      | Anna Cockrell             | Statele Unite ale Americii | 51,87 | PB   |
| 3   | 6      | Femke Bol                 | Olanda                     | 52,15 |      |
| 4   | 9      | Jasmine Jones             | Statele Unite ale Americii | 52,29 | PB   |
| 5   | 8      | Rushell Clayton           | Jamaica                    | 52,68 |      |
| 6   | 2      | Shiann Salmon             | Jamaica                    | 53,29 |      |
| 7   | 3      | Savannah Sutherland       | Canada                     | 53,88 |      |
| 8   | 4      | Louise Maraval            | Franța                     | 54,53 |      |